# De Nieuwe Ooster

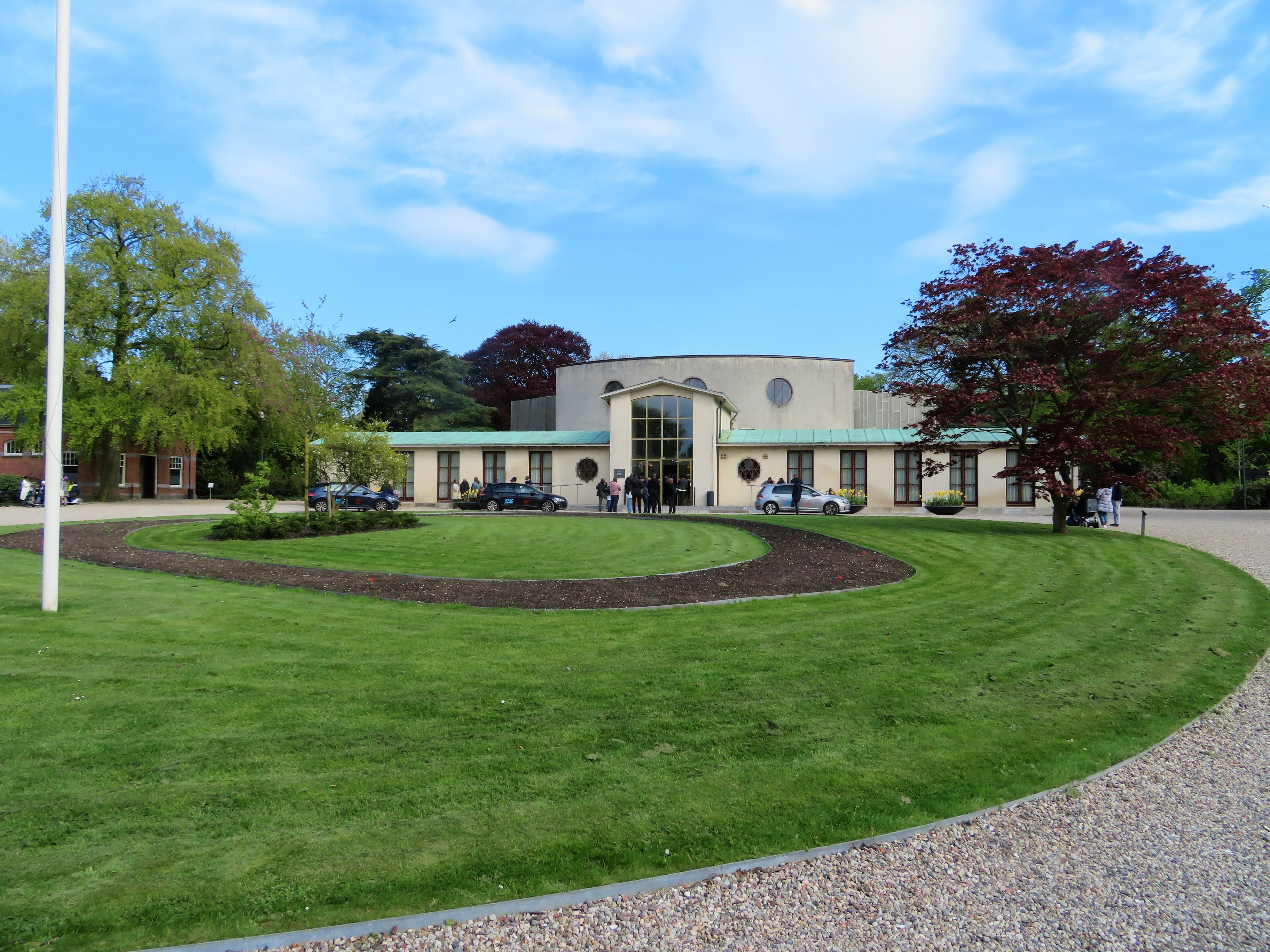
Aula

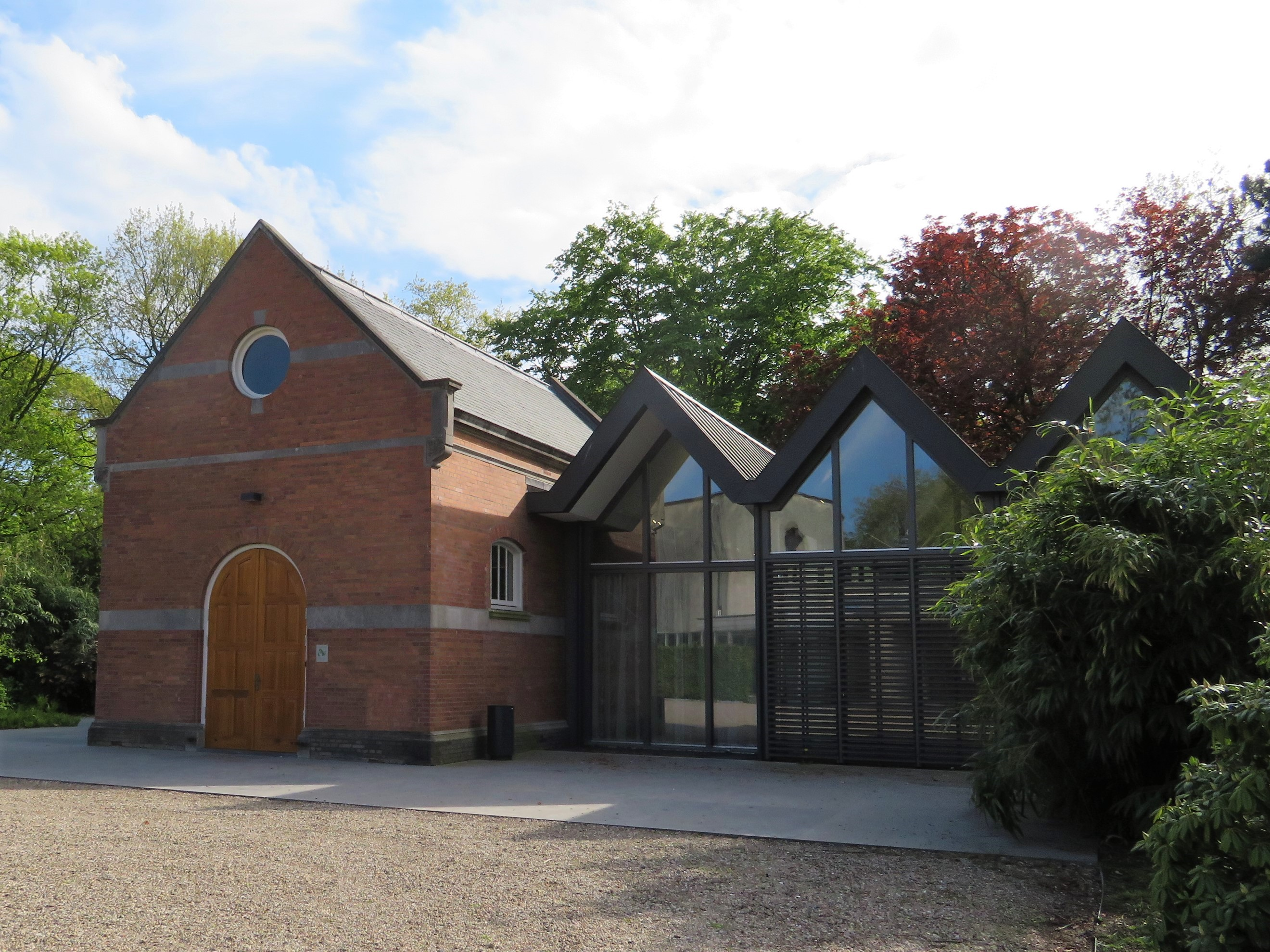
Kleine aula

De Nieuwe Oosterbegraafplaats is een begraafplaats in Amsterdam. Deze is gelegen aan de Kruislaan in de Watergraafsmeer in Amsterdam-Oost en heeft een oppervlakte van 33 hectare. Op 1 mei 1894 ging de begraafplaats open. Hij wordt tegenwoordig De Nieuwe Ooster genoemd, vanwege de bouw van een crematorium in 1994, naar een ontwerp van R. van Liesveld.
De Nieuwe Oosterbegraafplaats verving de in 1866 aangelegde (Oude) Oosterbegraafplaats, net buiten de Muiderpoort.

## Geschiedenis
De gemeente Amsterdam kocht in 1888 een stuk terrein van 16 hectare in de toen nog zelfstandige naburige gemeente Watergraafsmeer voor een nieuwe begraafplaats, aangezien elders niet voldoende ruimte meer was.
De begraafplaats is in 1892 ontworpen door Leonard Anthony Springer. Deze landschapsarchitect heeft bij zijn ontwerp veel aandacht besteed aan de bomen.
In 1893 maakte gemeentearchitect van Amsterdam, Adriaan Willem Weissman, vier ontwerpen voor een aula voor de Nieuwe Oosterbegraafplaats (zie hieronder). Op aanraden van P.J.H. Cuypers, destijds gemeenteraadslid van Amsterdam, werd het derde en tevens meest eenvoudige ontwerp (ontwerp C) uitgevoerd.

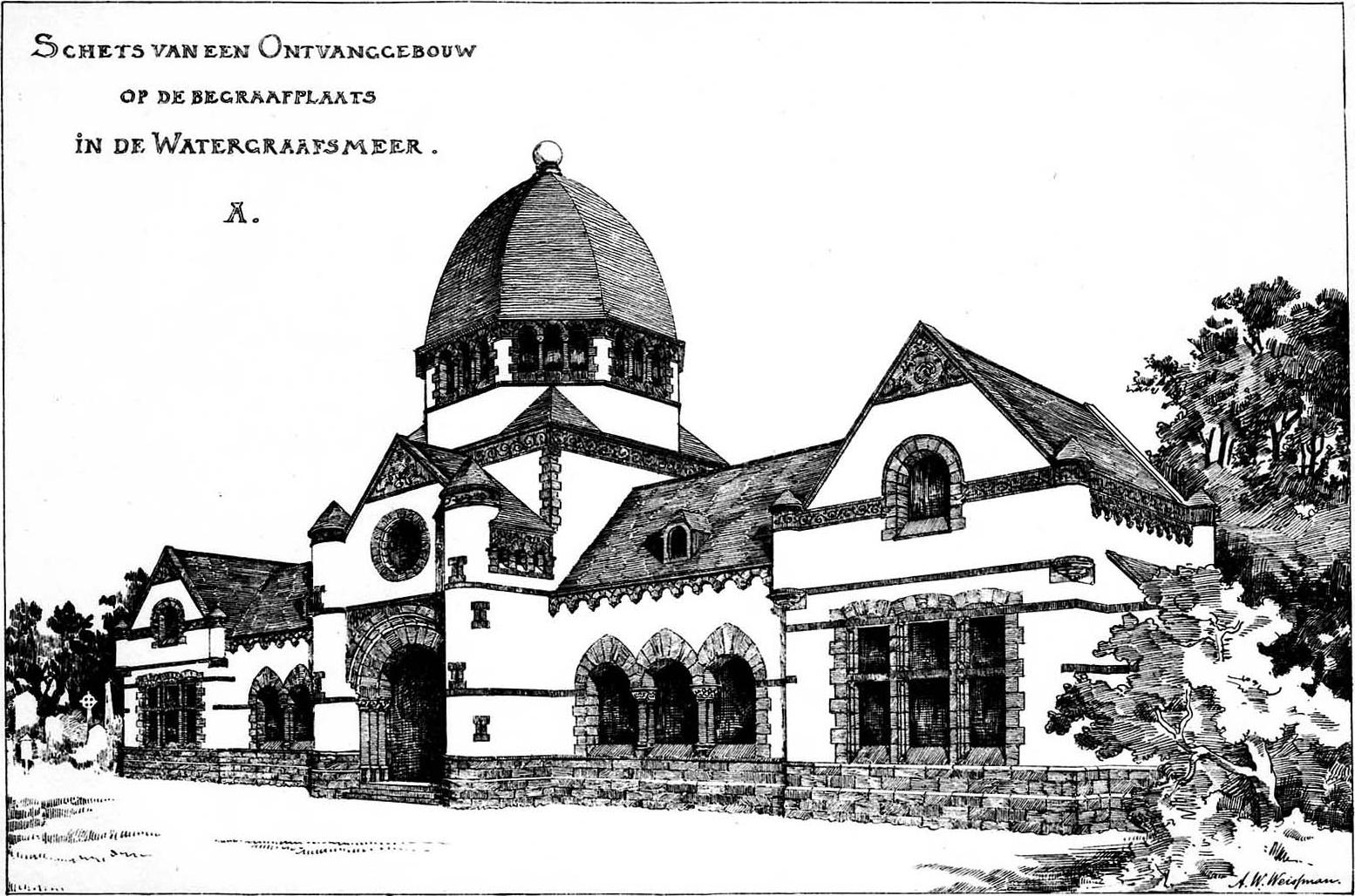
Ontwerp A
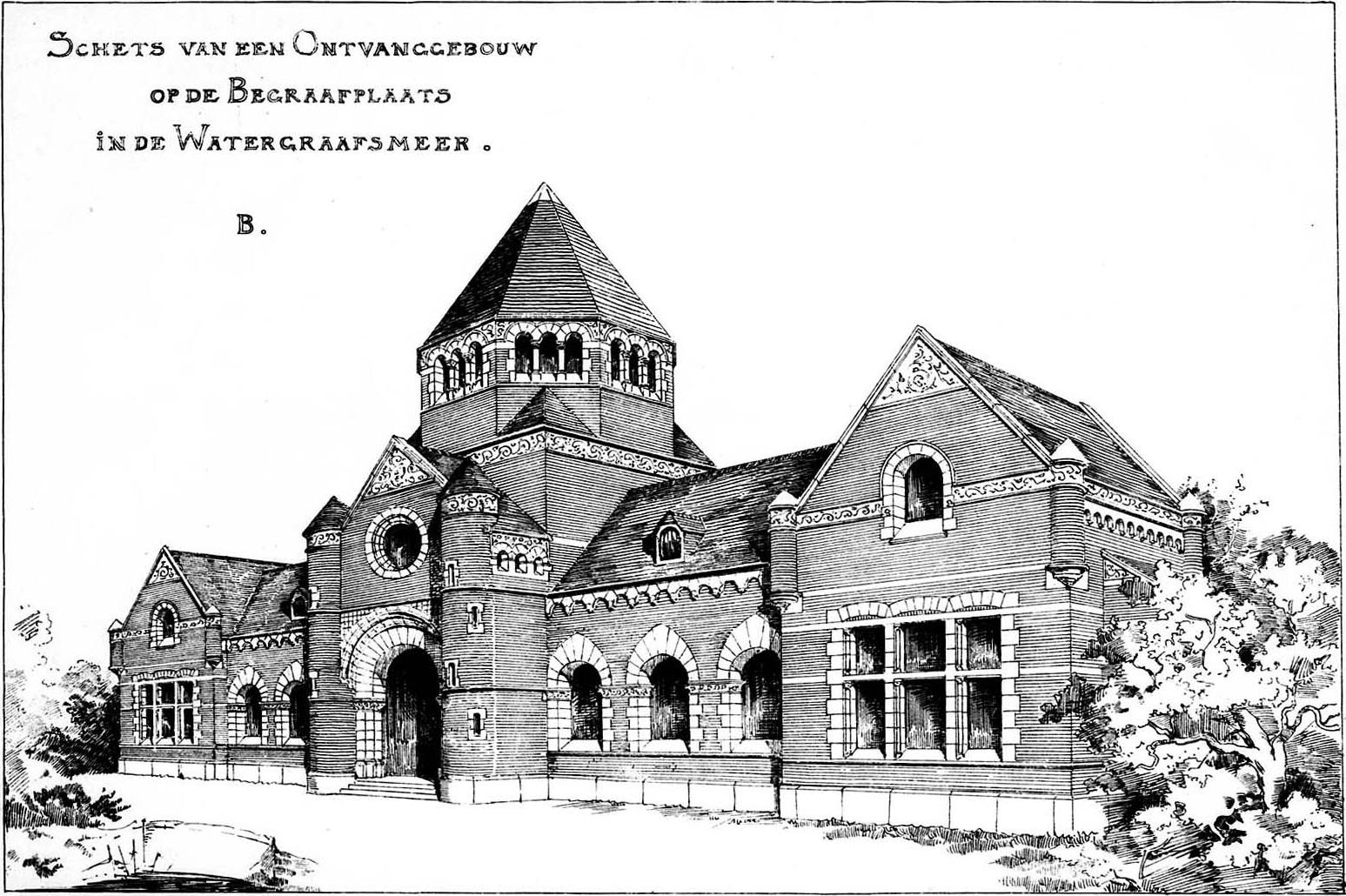
Ontwerp B
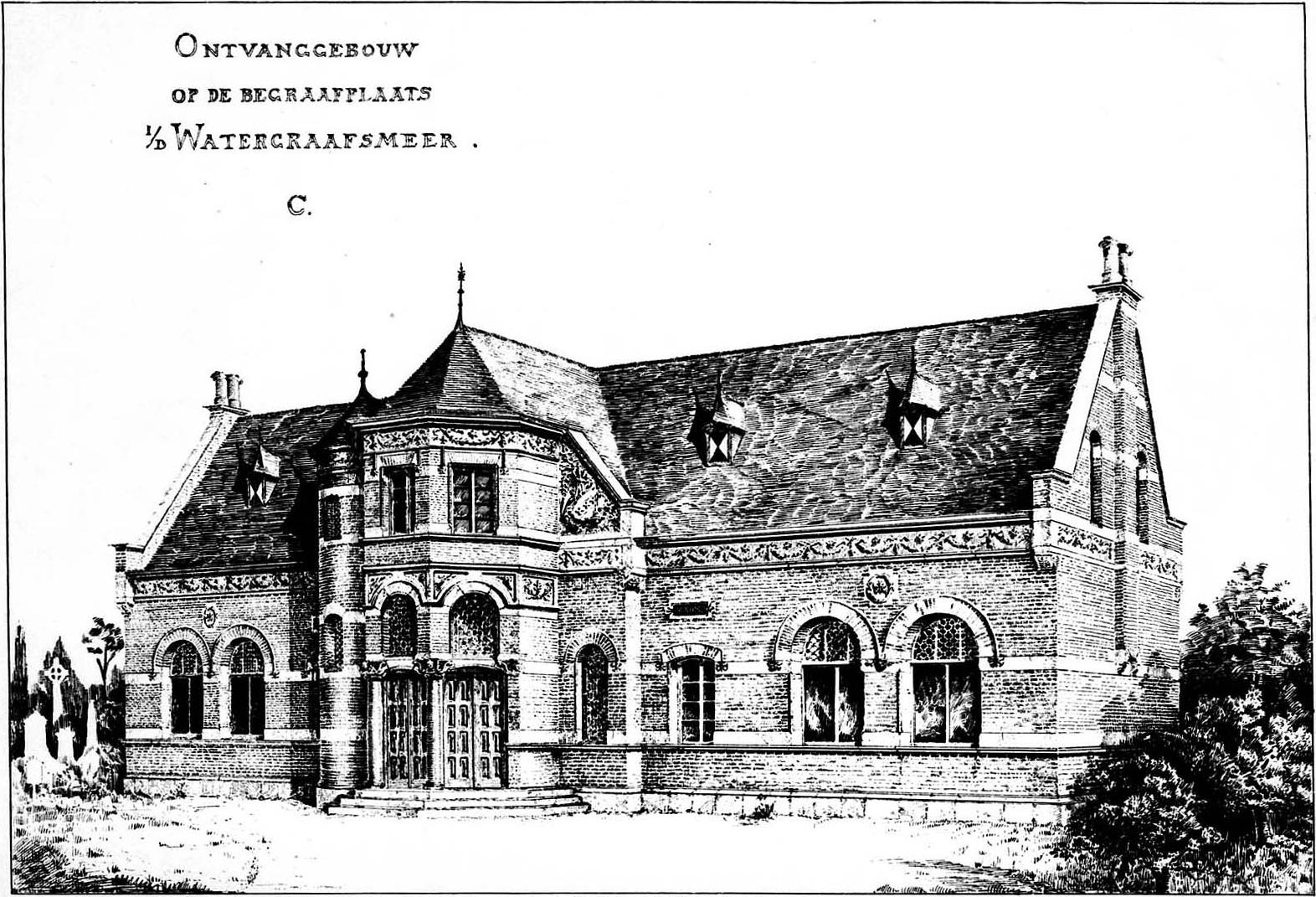
Ontwerp C
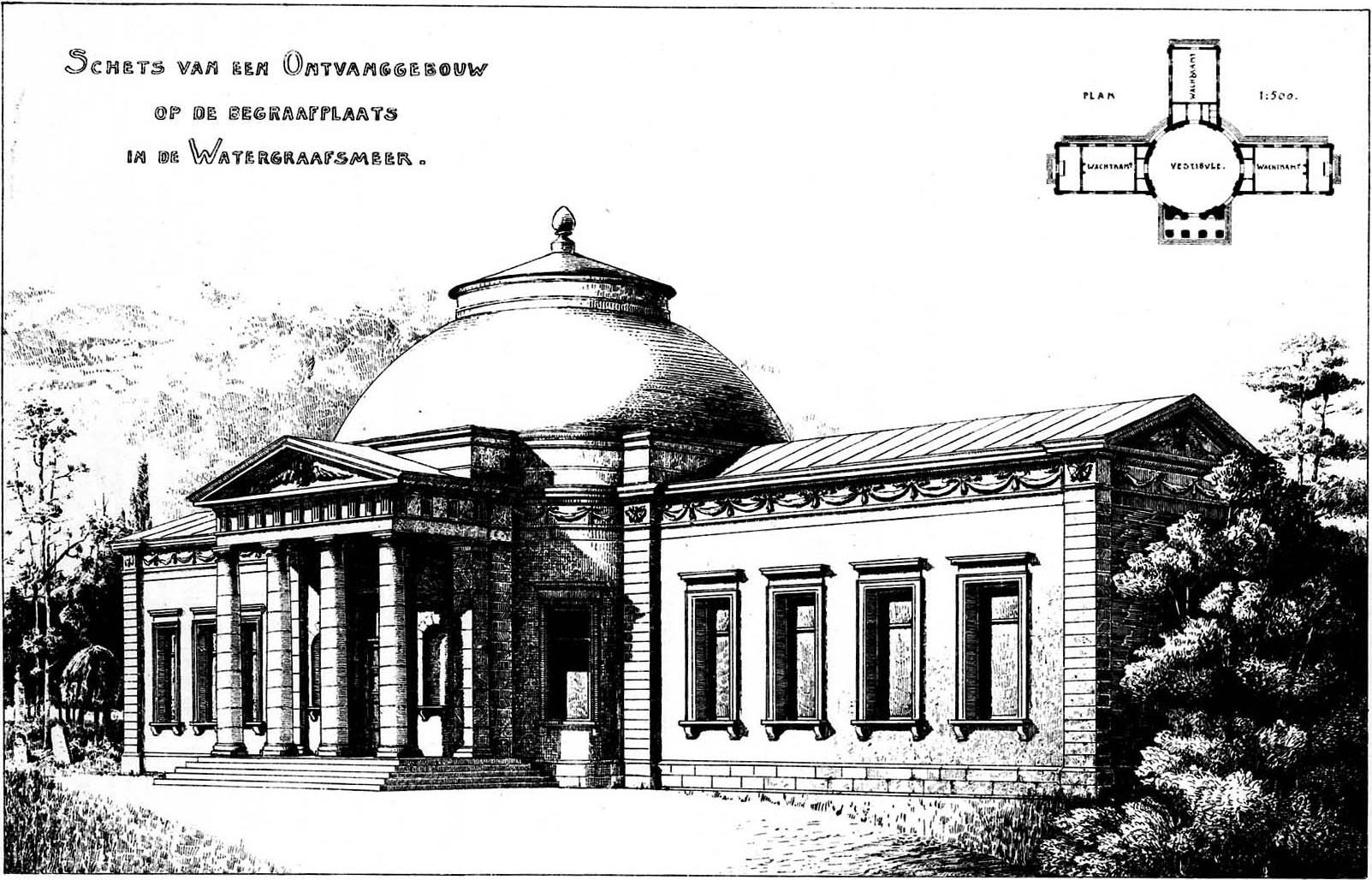

In 1904 kocht de gemeente het aangrenzende terrein van het landgoed Oud-Roosenburgh. De uitbreiding was 8 hectare groot en werd naar het ontwerp van Springer aangepast. In 1927 werd de begraafplaats opnieuw uitgebreid, tot aan de Zaaiersweg (Betondorp) en is nu 33 hectare groot.
Nadat in 1994 de begraafplaats was uitgebreid met een crematorium, werd in 2006 het Asbestemmingsgebied De Nieuwe Ooster aangelegd op de achterterreinen.

## Rijksmonument, arboretum en museum
De begraafplaats werd in 2003 een Rijksmonumentencomplex met een aantal rijksmonumenten zoals de Toegangspoort De Nieuwe Ooster. In 2005 is het terrein uitgeroepen tot arboretum. Daarin bevindt zich de monumentale boom De rode beuk, geplant voordat de begraafplaats geopend werd. Er zijn vele soorten heesters, rozen, iepen, kastanjes, eiken, berken, magnolia's, coniferen en rododendrons. Schoolklassen organiseren vanwege de tuinbeplanting botanische lessen in het park.
Op het terrein bevindt zich het eind 2007 geopende Nederlands Uitvaart Museum Tot Zover. In 2014 is de Gouden Piramide toegekend voor de meerjarige restauratie van het park en de gebouwen. Toen is ook de 'Kleine aula' in de voormalige barenloods in gebruik genomen voor kleinere gezelschappen

## Graven van bekende Nederlanders

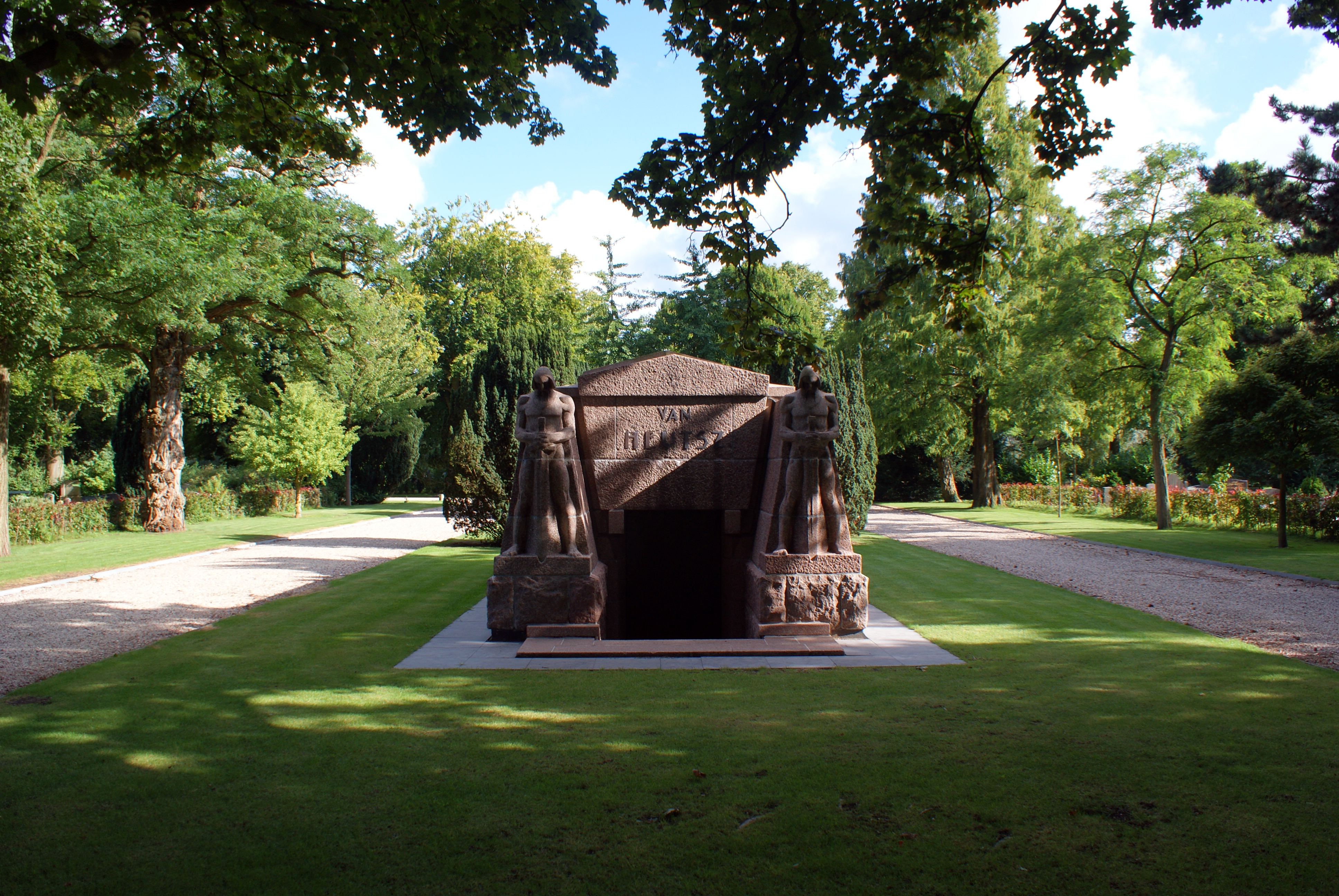
Graftombe van Joannes Benedictus van Heutsz

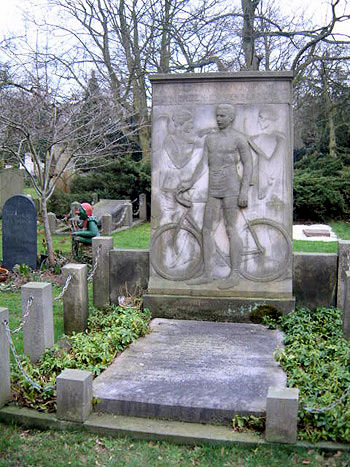
Grafmonument van Piet van Nek, wielrenner.

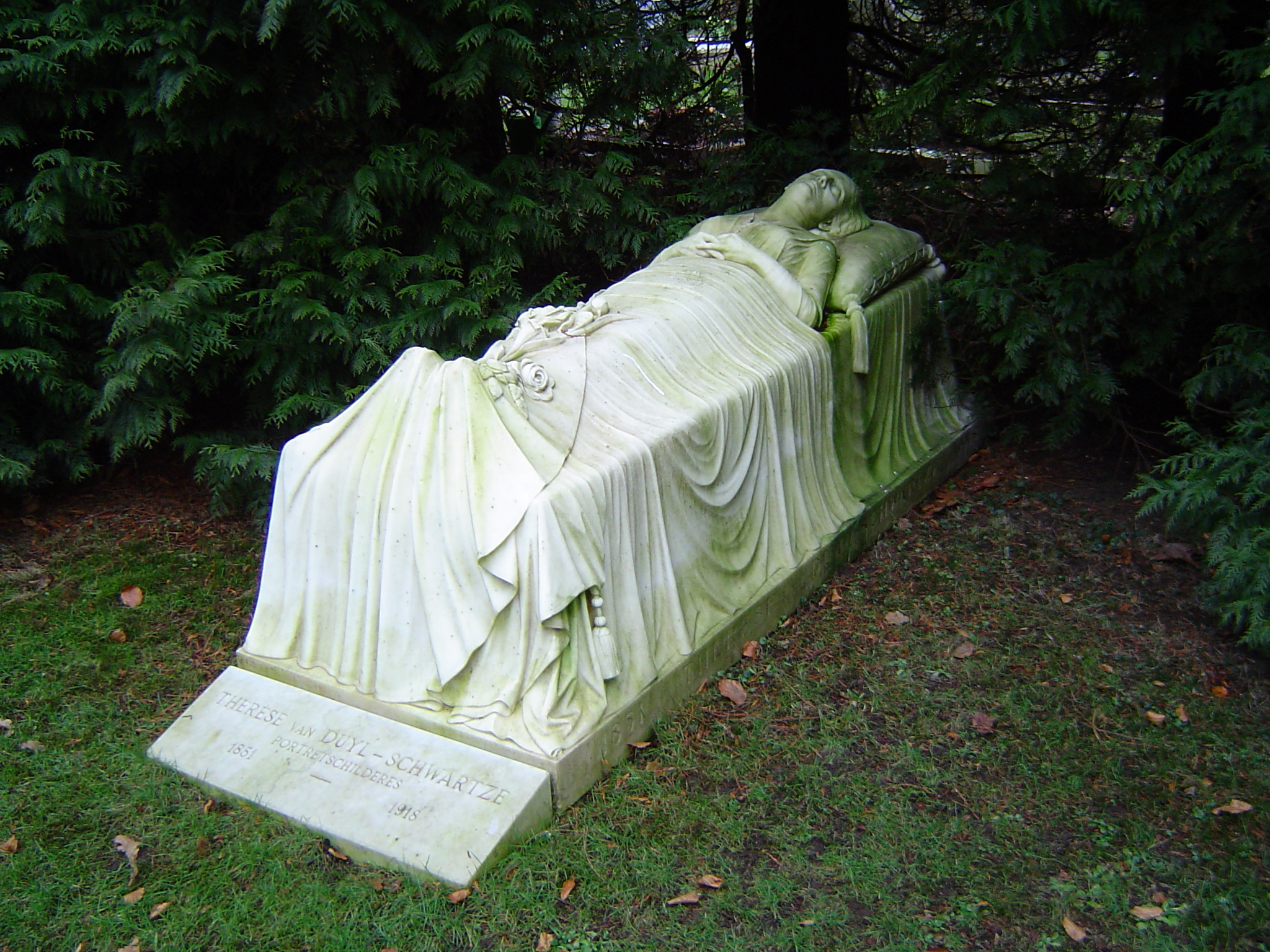
Grafmonument van Thérèse Schwartze, schilderes.

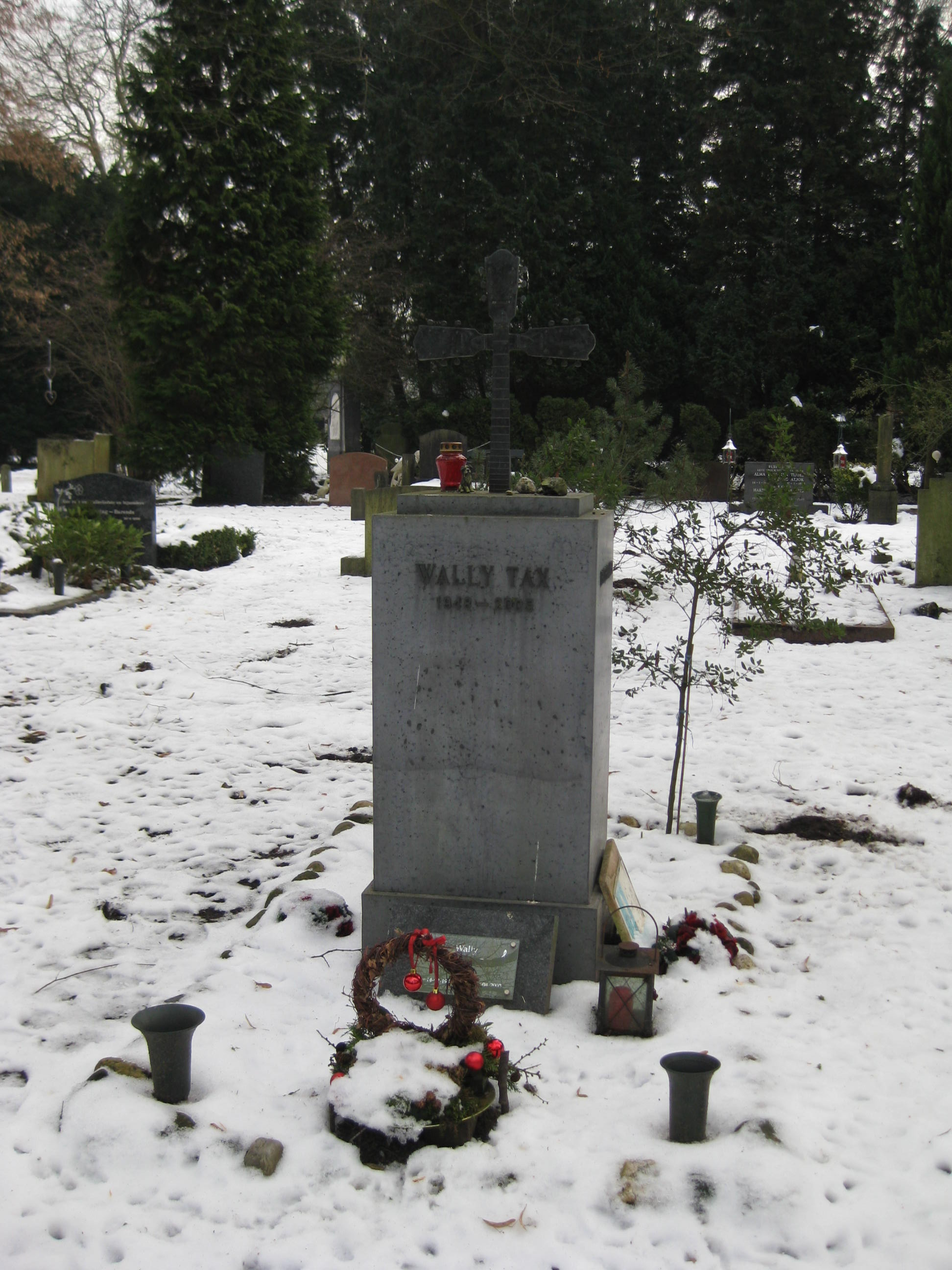
Graf van Wally Tax

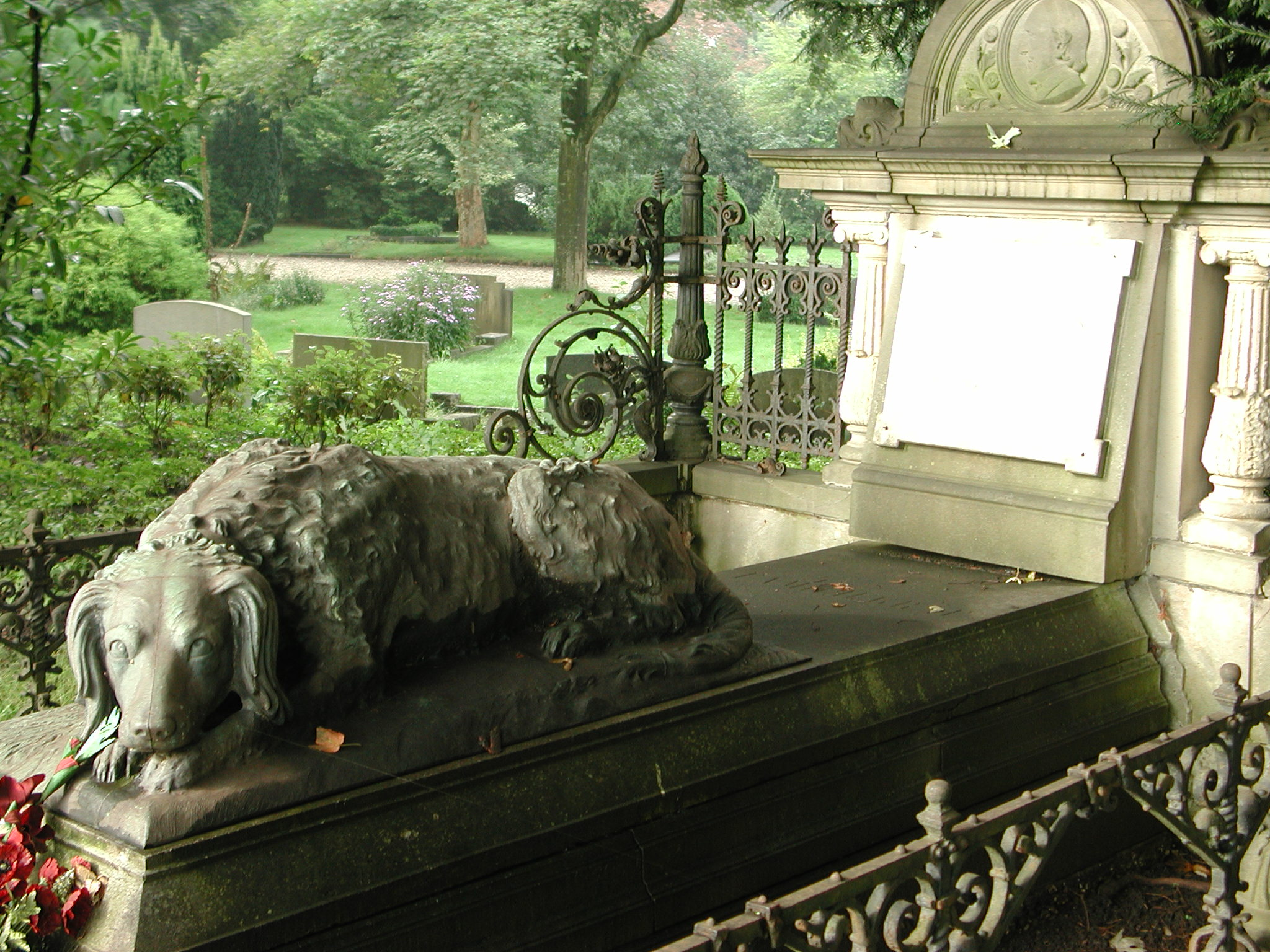
Grafmonument van Gerardus Frederik Westerman, grondlegger van Artis.

Er liggen vele bekende Nederlanders begraven. Veel graven hebben de status van monument gekregen. Hieronder een overzicht:
- Cornelis Johannes Karel van Aalst (1866-1939), bankier (24-1-0040)
- Karin Adelmund (1949-2005), PvdA politica (NL-SAA-3300062)
- Jan Albregt (1829-1879), acteur, aanvankelijk begraven op de Oude Oosterbegraafplaats
- Wim Anderiesen (1903-1944), voetballer (41-3-0098)
- Ko Arnoldi (1883-1964), acteur (B-42-643)
- Feike Asma (1912-1984), organist (AA-24-58z)
- Barend Barendse (1852-1935), acteur (43-3-0216)
- Herman Bavinck (1854-1921), politicus en predikant
- Bet van Beeren (1902-1967), eigenares van Café 't Mandje op de Zeedijk (2-62-66)
- Thibault Bigot (1871-1930), acteur
- Jan Blokker (1927-2010) schrijver, journalist, columnist
- Gerrit Bolhuis (1907-1975), beeldhouwer
- Majoor Bosshardt (1913-2007), voluit Alida Margaretha Bosshardt, het bekendste lid van het Leger des Heils. Haar officiële rang was die van luitenant-kolonel.
- Johannes van Bree (1801-1857), componist en muziekleider met het Grafmonument van Johannes van Bree
- George Breitner (1857-1923), fotograaf en schilder (1-20-054)
- Willem Breuker (1944-2010) componist, musicus, Grafmonument van Willem Breuker inclusief kunstwerk van Marinus Boezem
- Jos Brink (1942-2007), presentator (39-3-0005)
- Philippe la Chapelle (1882-1969), acteur (AA-50-20)
- Lien la Chapelle-de Jong, actrice (AA-50-20)
- Pieter Coninck Westenberg (1857-1935), jurist
- Josine van Dalsum, (1948-2009), actrice
- Paul Ehrenfest (1880-1933), Natuurkundige, (65-3-F51), graf waarschijnlijk geruimd
- Louis Joseph Ferdinand Eduard von Ende (1835-1895), kapitein van het Indisch leger, ridder in de Militaire Willems-Orde
- Kees Fens (1929-2008), letterkundige (25-1-0041)
- G.H.J.W.J. Geesink (1854-1929), Gereformeerde predikant, theoloog, ethicus. Hij leidde de Doleantie in Rotterdam en trad als rector magnificus van de VU Amsterdam.
- Bobby Haarms (1934-2009), voetbalcoach
- Albert Hahn (1877-1918), tekenaar (1-26-001)
- Cor van der Hart (1928-2006), voetballer
- Joannes Benedictus van Heutsz (1851-1924), generaal, met Grafmonument van Jo van Heutsz
- Aaf ten Hoope (1885-1974), actrice
- Ed. Hoornik (1910-1970), dichter (AA-25-126), Graf van Ed. Hoornik met dichtregel uit De vis
- Rika Hopper (1877-1964), actrice (AA-19-1)
- Marijke Höweler (1938-2006), schrijfster
- Cornélie Huygens (1848-1902), schrijfster (15-2-0031)
- Marnix Kappers (1943-2016), acteur en presentator
- George Lourens Kiers (1838-1916), schilder
- Maria Kleine-Gartman (1818-1885), actrice (36-1-0040)
- Mies Kohsiek (1896-1987), actrice
- Hendrik Maarten Krabbé (1868-1931), schilder (1-25-148)
- John Kuipers (1937-2013), acteur, danser en choreograaf
- Jan ter Laak (1950-2006), naamkundige
- Eberhard van der Laan (1955-2017), bestuurder, burgemeester van Amsterdam
- Aart Lamberts (1947-2015), beeldhouwer
- Johannes Hermanus Leliman (1828-1910), architect (29-1-0035)
- Jan Mens (1897-1967), schrijver (AA-01-020g)
- Anthony Mertens (1946-2009), letterkundige
- Emiel van Moerkerken (1916-1995), fotograaf (28-2-0045a)
- Pieter Hendrik van Moerkerken (1877-1951), letterkundige (AA-28-45a)
- Anne H. Mulder (1906-2001), letterkundige, schrijfster, radiospreekster (24-3-199)
- Piet van Nek sr. (1885-1914), wielrenner (2-2-0084)
- Nescio (1882-1961), schrijver (3-79-119)
- Loudi Nijhoff (1900-1994), actrice (47-3-0275)
- Melle Oldeboerrigter (1908-1976), schilder en tekenaar (AA-62-103 ij)
- Jacob Olie (1834-1905), fotopionier en bouwkundige (mogelijk per ongeluk geruimd)
- Cas Oorthuys (1908-1975), fotograaf (2-12-92)
- Henk Oosterhuis (1893-1962), vakbondsbestuurder
- Theresia van der Pant (1924-2013), beeldhouwer en tekenaar
- Egbert van Paridon (1920-2011) acteur, regisseur
- Elja Pelgrom (1951-1995), actrice (21-1-0013)
- Jacques Perk (1859-1881), dichter, aanvankelijk begraven op de oude Oosterbegraafplaats. (01-2-0019)
- Marie Adrien Perk (1834-1916), dominee, vader van Jacques Perk (01-2-0019)
- Koko Petalo (1942-1996), zigeunerkoning (11-4-1996)
- Rudy Polanen (1943-2008), predikant
- Everhardus Johannes Potgieter (1808-1875), schrijver, aanvankelijk begraven op de Oude Westerbegraafplaats. (22-1-0017)
- Ronnie Potsdammer (1922-1994), chansonnier
- Ronny Rens (1933-2009), Surinaams journalist
- Klaas Ris (1821-1902), socialist en voorvechter van de werkende klasse.
- Lex van Rossen (1950-2007), popfotograaf
- Alexander Saalborn (1853-1924), regisseur (41-3-0014)
- Liane Saalborn (1923-1989), actrice (3-41-14)
- Louis Saalborn (1891-1957), acteur en regisseur (41-3-0014)
- Suze Sablairolles (1829-1867), actrice, aanvankelijk begraven op de oude Oosterbegraafplaats. (06-2-0016)
- Eric Schuttelaar (1938-1990), acteur (A-74-201)
- Thérèse Schwartze (1851-1918), portretschilderes, aanvankelijk begraven op Zorgvlied. (AA-36-42A)
- Ernst Sillem (1864-1919), Nederlands bankier
- Willem Frederik Sillem (1895-1960), Nederlands bankier
- Jaap Stobbe (1936-2020), acteur
- Frederik August Stoett (1896-1936), letterkundige (18-3-0135)
- Wally Tax (1948-2005), gitarist en zanger (37-3-0052-AA)
- Hendrik Valkenburg (1826-1896), kunstschilder
- Arnoldus Nicolaas van der Vegt (1883-1955), circusdirecteur
- Willem Frederik Versteeg (1824-1913), luitenant-kolonel en ridder Militaire Willems-Orde
- Ab Visser (1913-1982), schrijver (AA-1-343)
- Marinus Vreugde (1880-1957), beeldhouwer
- Jacqueline van der Waals (1868-1922), dichteres (20-1-0041)
- Johannes Diderik van der Waals (1837-1923), natuurkundige en Nobelprijswinnaar
- Gerard van Westerloo (1943-2012), journalist, schrijver
- Gerardus Frederik Westerman (1807-1890), een van de oprichters van Artis. Op zijn graf is een uit steen gehouwen hond geplaatst. (36-1-015)
- John Wijdenbosch (1973-2017), acteur
- August Willemsen (1936-2007), vertaler
- Willem Witsen (1860-1923), schilder (1-20-054)
- Rob Wout (1928-2001), tekenaar onder het pseudoniem Opland (28-1-0067)
- Jan Kaseger (1902-1951), Minahassisch-Menadoneze kapitein van het KNIL. Hij vochtte in de strijd van 'Merah Putih' in 1946 tegen de Indonesische republikeinen. Na de Revolutie verhuisden hij en zijn gezin naar Nederland, met de reden dat hij trouw aan de Kroon had gezworen.

## Gedenkmonumenten

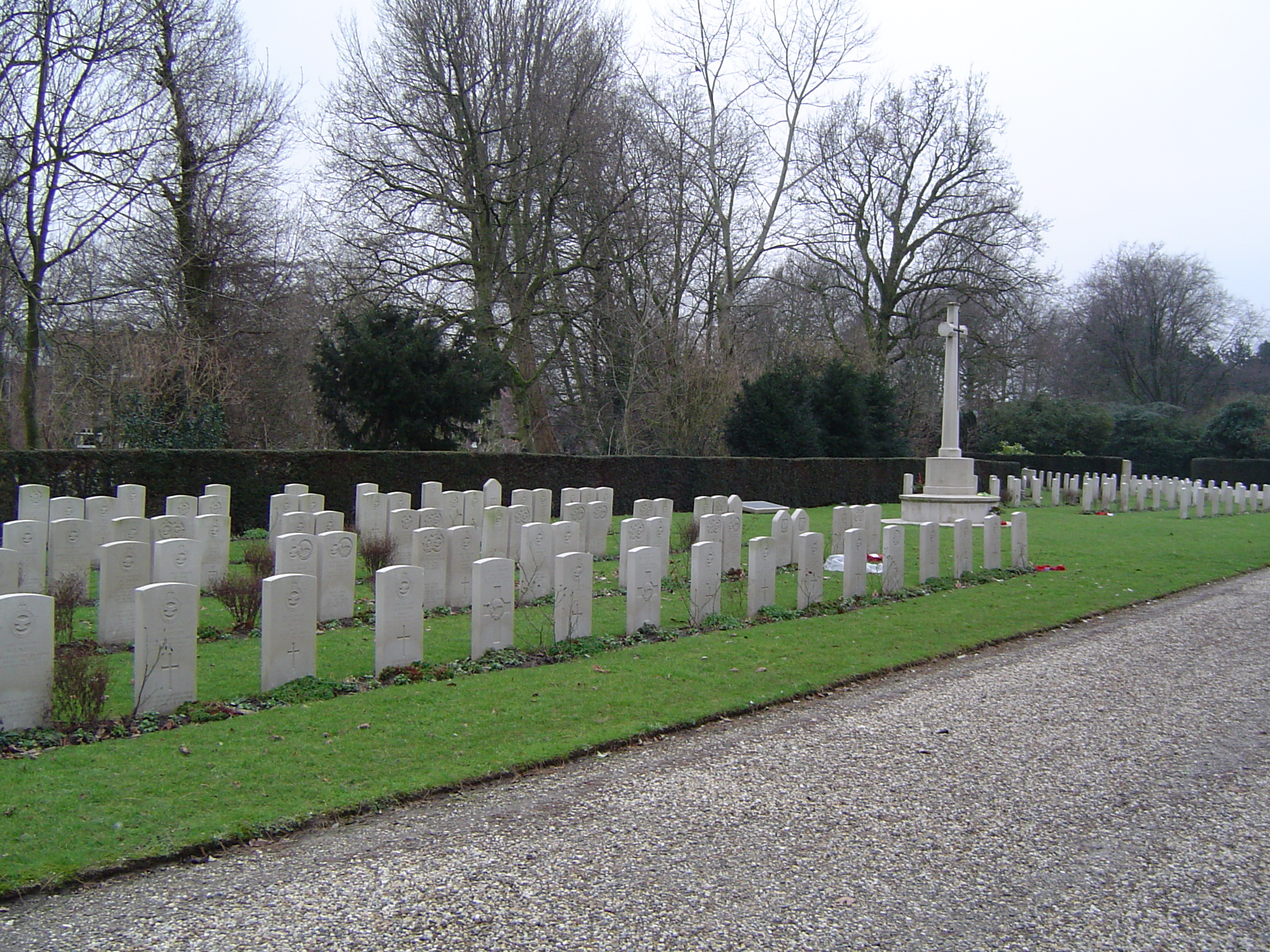
Gesneuvelde geallieerden

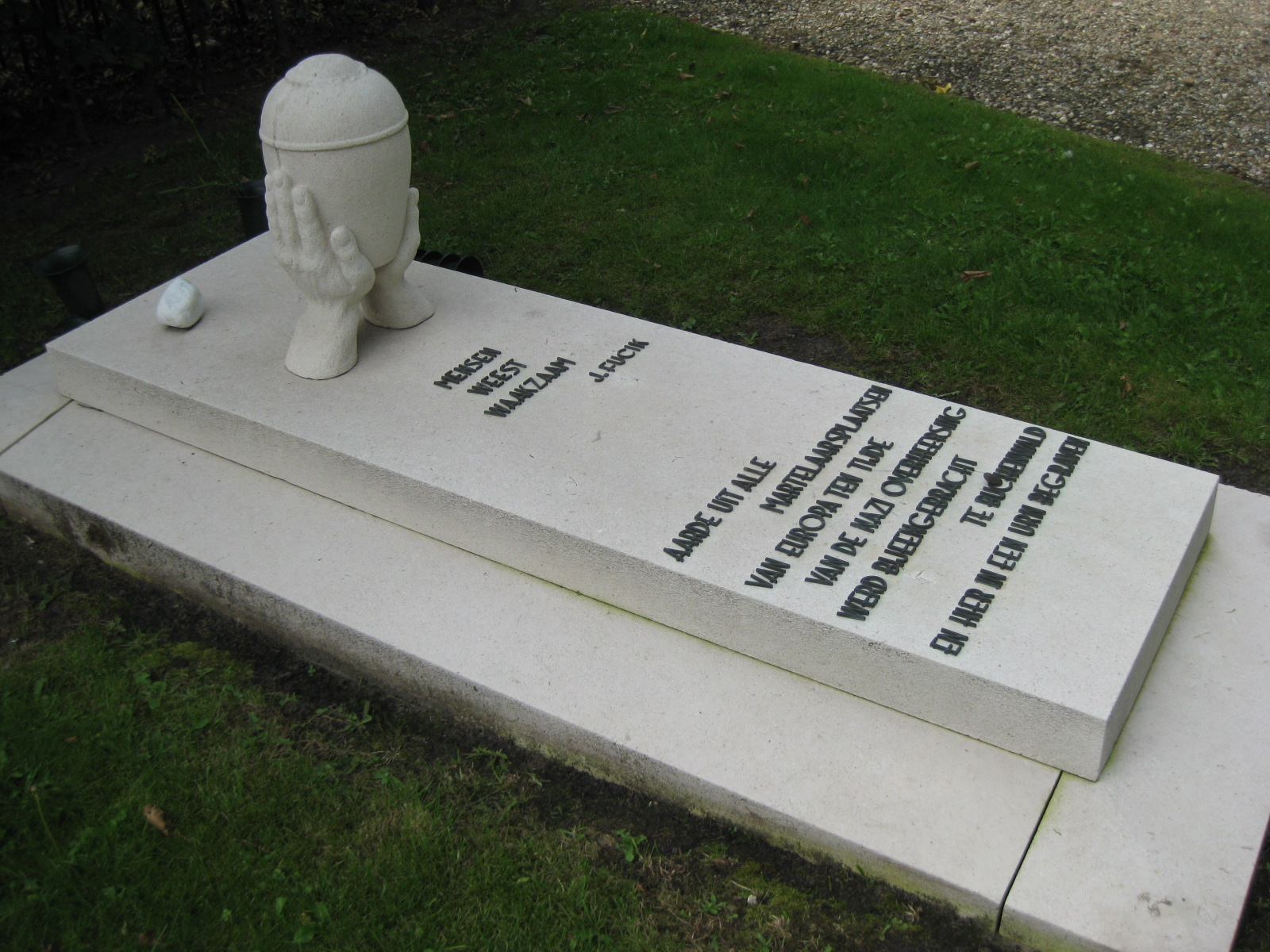
Monument Buchenwald

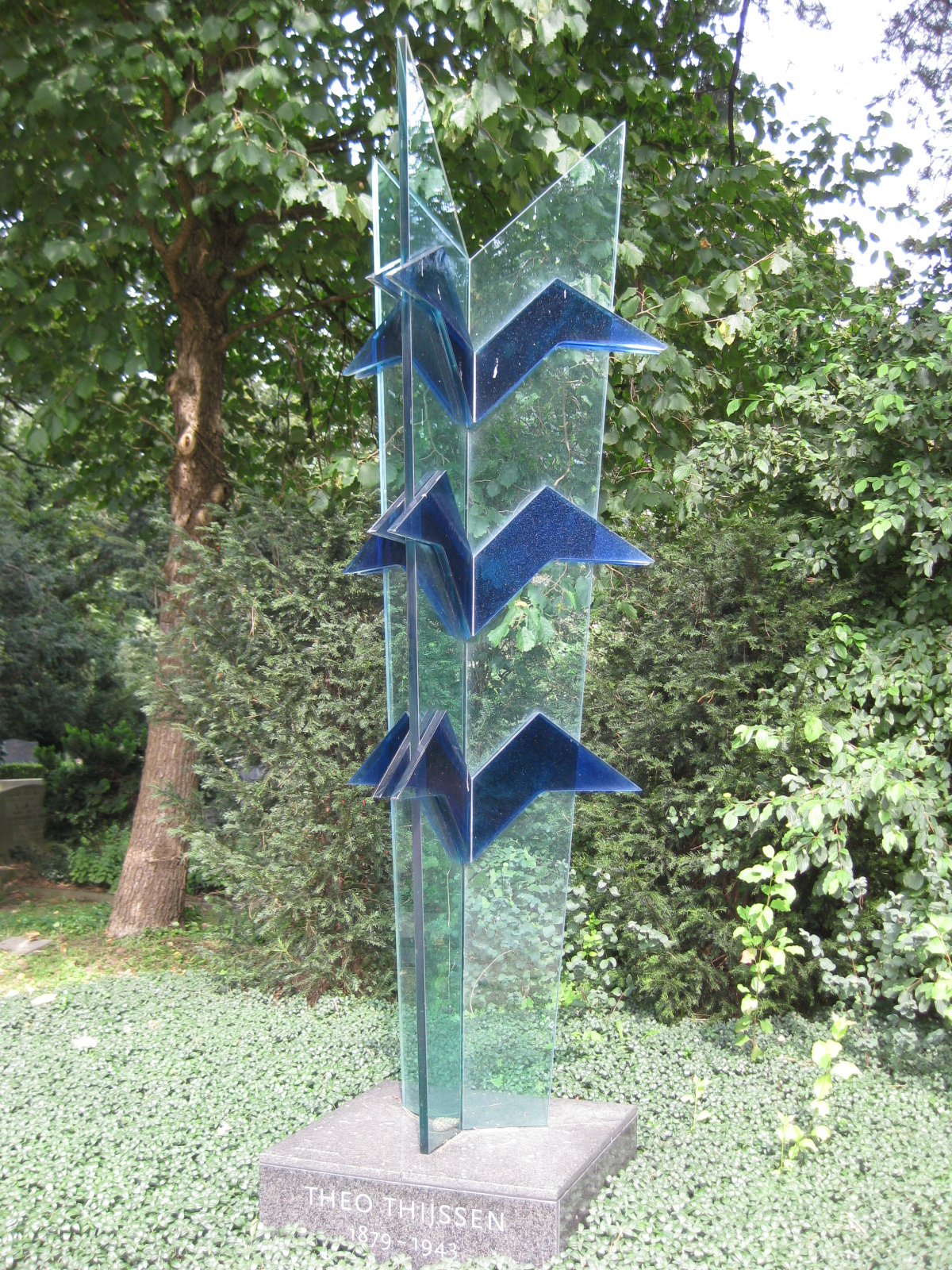
Theo Thijssenmonument

Er zijn diverse gedenkmonumenten en -tekens op de Nieuwe Ooster met betrekking tot de Tweede Wereldoorlog:
- Er bevindt zich een monument voor in 1942 18 gefusilleerde verzetsstrijders, ontworpen door beeldhouwer Hildo Krop.
- Het Buchenwaldmonument voor omgekomenen in de concentratiekampen Buchenwald en Ravensbrück. In dit monument uit 1956 staat een urn met aarde uit alle martelarenplaatsen van Europa ten tijde van de nazioverheersing.
- Het ereveld van de gesneuvelde geallieerde militairen in het zuidoostelijk deel van de begraafplaats. Dit grafveld valt onder de Commonwealth War Graves Commission; er liggen ruim 300 doden uit de Tweede Wereldoorlog begraven, afkomstig uit landen van het Gemenebest en Polen. Van bijna vijftig van hen is de identiteit onbekend.
- Het monument "Nooit meer Auschwitz" heeft zestien jaar op de Nieuwe Ooster gelegen. In januari 1977 werd het onthuld, ontworpen als grafbedekking door schrijver-beeldhouwer Jan Wolkers. In 1993 werd dit monument verplaatst naar het Wertheimpark.

### Overige monumenten
- De SLM-ramp van 7 juni 1989 met het kleurrijk-elftal.
- De Bijlmerramp op 4 oktober 1992.
- Het Theo Thijssenmonument, ontworpen door Jan Wolkers en onthuld op 16 juni 2005. Geen echt grafmonument want het graf werd in 1955 geruimd[2]
- Een monument van het Amsterdam UMC ter gedachtenis voor de personen die hun lichaam na hun overlijden ter beschikking hebben gesteld aan de wetenschap.